# Amt Zossen (1992–2003)
Das Amt Zossen war ein 1992 gebildetes Amt zur Erledigung der Verwaltungsaufgaben von elf Gemeinden und der Stadt Zossen im damaligen Kreis Zossen (heute Landkreis Teltow-Fläming, Brandenburg). Der Sitz der Amtsverwaltung war in der Stadt Zossen. Es steht nicht in direkter Nachfolge des älteren Amtes Zossen, das 1491 aus der ehemaligen Herrschaft Zossen gebildet und 1872 aufgelöst worden war. Das neuere Amt Zossen wurde mit Bildung der amtsfreien Stadt und der Eingliederung fast aller früher amtsangehörigen Gemeinden in die Stadt Zossen im Jahr 2003 wieder aufgelöst. Ende 2002 hatte das Amt Zossen 16772 Einwohner.

## Geographische Lage
Das Amt Zossen grenzte im Nordwesten an das Amt Ludwigsfelde-Land, im Norden an die Ämter Blankenfelde-Mahlow und Rangsdorf, im Nordosten und Osten an das Amt Mittenwalde sowie im Südosten an das Amt Schenkenländchen, im Süden an das Amt Baruth/Mark, im Südwesten an das Amt Am Mellensee und im Westen an das Amt Trebbin an. Die meisten der genannten Ämter sind inzwischen aufgelöst, lediglich das Amt Schenkenländchen existiert noch.

## Geschichte
Die Kommunalverfassung des Landes Brandenburg, die 1992 beschlossen wurde, sah zur Durchführung der Verwaltung der Städte und Gemeinden die Bildung von Ämtern vor. Dabei kamen drei Modelle für die Ämter zur Anwendung. Das Amt Zossen war ein Amt nach dem sog. Amtsmodell 1, d. h., es wurde eine eigene Amtsverwaltung aufgebaut. Das Amt Zossen wurde von der Stadt Zossen und den Gemeinden Glienick, Groß Schulzendorf, Horstfelde, Kallinchen, Lindenbrück, Nächst Neuendorf, Nunsdorf, Schöneiche, Schünow und Wünsdorf gebildet und vom Ministerium des Innern am 13. Februar 1992 mit Wirkung zum 28. Februar 1992 genehmigt.
Das Amt Zossen umfasste zunächst folgende Gemeinden und Ortsteile:
1. Glienick mit Ortsteil Werben
2. Groß Schulzendorf
3. Horstfelde
4. Kallinchen
5. Lindenbrück mit Ortsteil Zesch am See
6. Schünow
7. Nunsdorf
8. Nächst Neuendorf
9. Schöneiche
10. Wünsdorf
11. Stadt Zossen mit Ortsteil Dabendorf

Ende 1992 hatte das Amt Zossen 12582 Einwohner.

## Gemeindepolitische Veränderungen zwischen 1992 und 2003
Aus dem ursprünglich gemeindefreien Bereich der ehemaligen Militärstadt Wünsdorf-Waldstadt ("Gemarkung Zehrensdorf") entstand im Zuge des Vierten Gesetzes zur Gemeindegliederung im Land Brandenburg vom 8. Februar 1996 die Gemeinde Waldstadt mit besonderem Status. Am 27. September 1998 gliederten sich die Gemeinden Waldstadt und Lindenbrück (mit ihrem Ortsteil Zesch am See) vertraglich nach Wünsdorf ein.
Zum 31. Dezember 1997 schlossen sich Glienick, Horstfelde und Schünow zur neuen (Groß-)Gemeinde Glienick zusammen. Damit hatte die neue (Groß-)Gemeinde vier Ortsteile: Glienick, Horstfelde, Schünow und Werben.
Die Gemeinde Groß Schulzendorf gliederte sich mit Wirkung zum 11. September 2002 auf der Basis eines am 7. August 2002 vom Ministerium des Innern genehmigten Eingliederungsvertrages in die amtsfreie Stadt Ludwigsfelde ein.

## Amtsdirektor
Erster und einziger Amtsdirektor in der Zeit des Bestehens des Amtes Zossen war Hartmut Klucke. Wolfgang Metz (Ministerium für Stadtentwicklung Wohnen und Verkehr), Landrat Peer Giesecke und der Amtsdirektor Hartmut Klucke prägten erstmals am 22. Juni 1995 den Begriff Waldstadt.

## Auflösung des Amtes Zossen
Mit dem Vierten Gesetz zur landesweiten Gemeindegebietsreform betreffend die Landkreise Havelland, Potsdam-Mittelmark, Teltow-Fläming (4.GemGebRefGBbg) vom 24. März 2003 wurden aus den Gemeinden Glienick, Kallinchen, Nächst Neuendorf, Nunsdorf, Schöneiche, Wünsdorf und der Stadt Zossen die neue Stadt Zossen gebildet. Das Amt Zossen wurde aufgelöst und die Stadt Zossen war amtsfrei. Die Gemeinde Wünsdorf erhob kommunale Verfassungsbeschwerde gegen ihre Auflösung und Eingliederung in die Stadt Zossen vor dem Verfassungsgericht des Landes Brandenburg, die teils verworfen und im Übrigen zurückgewiesen wurde. Auch die Gemeinde Glienick erhob Kommunalverfassungsbeschwerde vor dem Verfassungsgericht des Landes Brandenburg gegen ihre Auflösung und Eingliederung in die amtsfreie Stadt Zossen, die jedoch 2005 ebenfalls abgelehnt wurde.